# 나의 무기여
나의 무기여(아랍어: والله زمان يا سلاحي)는 1960년부터 1961년까지 사용된 아랍 연합 공화국의 국가로, 살라 샤힌이 작사, 카말 아타윌이 작곡하였다. 1961년 시리아가 아랍 연방 공화국에서 탈퇴한 이후에도 이집트는 1971년까지 공식적으로 사용하였으며, 이후 국호를 이집트로 변경한 이후에도 1979년까지 이 국가를 사용하였다. 현재는 나의 조국, 나의 조국, 나의 조국이 국가로 사용되고 있다.
이라크에서도 1965년부터 1981년까지 해당 국가를 가사를 제외하여 사용하였다.

## 가사
후렴
والله زمان يا سلاحي
اشتـقـت لـك في كـفـاحي
انطق وقـول أنـا صاحـي
يــا حــرب والله زمــان
1절
والله زمـان ع الجــنــود
زاحفة بـتـرعـد رعـود
حالـفة تـروح لم تـعـود
إلا بـنـصــر الـزمــان
2절
همـوا وضـمـوا الصـفـوف
شيلوا الحياة ع الكفوف
ياما العدو راح يـشـوف
منكـم في نـار المـيـدان
3절
يـا مجـدنـا يـا مجـدنـا
يا اللي اتبنـيت عندنا
بـشـقــانـا وكــدنــا
عـمـرك مـا تبقى هـوان
4절
مصر الحرة مين يحميهــــا
نحـميهـا بـسلاحـنـــا
أرض الثورة مين يفديهـا
نفـديها بأرواحـنــا
5절
الشعب بيزحـف زى النور
الشعب جبال الشعـب بحور
بركان غضب بركان بيفور
زلزال بيـشق لهم في قبور